# Servei d'allotjament d'imatges
Un servei d'allotjament d'imatges permet a les persones pujar imatges a un lloc web d'Internet. La imatge és desada en el servidor d'allotjament i pot ser vista per la resta de persones.